# China National Petroleum Corporation
Pour les articles homonymes, voir CNPC.
La China National Petroleum Corporation (CNPC) en français : Société nationale du pétrole de Chine (HKSE : 857, SSE : 601857 ; chinois simplifié : 中国石油天然气集团公司 ; chinois traditionnel : 中國石油天然氣集團公司 ; pinyin : Zhōngguó shíyóu tiānránqì jítuán gōngsī), est une entreprise pétrolière appartenant à l'État chinois. L'essentiel de ses activités en Chine ont été transférées à une filiale cotée en bourse, Petrochina.

## Histoire
Historiquement implantée dans le nord et l'ouest du pays, Petrochina dispose des principales réserves pétrolières chinoises. Elle constitue la principale source de revenus pour l'entreprise. Hors de Chine, CNPC est implantée dans une trentaine de pays d'Asie, d'Afrique et d'Amérique. Elle est particulièrement présente au Kazakhstan, où elle a fait en 2005 l'acquisition de la société canadienne PetroKazakhstan pour 4,18 milliards de dollars américains.
En 2010, elle affichait un chiffre d'affaires de 240 192 millions de dollars américains, la classant au 6e rang des plus grandes entreprises mondiales classées en fonction de leur chiffre d'affaires. Avec plus d'un million d'employés, elle a longtemps été la compagnie avec le plus grand nombre d'employés au monde. Elle est maintenant la seconde, détrônée par Walmart.
Elle prévoit de construire 540 000 kilomètres de pipelines d'ici 2015.
En 2020, elle est le second employeur au monde avec 1,34 million de postes, effectif en baisse depuis 2015.